# Clamp in Wonderland
Clamp in Wonderland es una serie de videos musicales producidos por el famoso cuarteto de mangakas CLAMP integrado por: Satsuki Igarashi, Ageha Ohkawa, Tsubaki Nekoi (antes Mick Nekoi) y Mokona (antes Mokona Apapa).
Los videos, a simple vista, son una parodia de las novelas de Lewis Carroll usando como base los numerosos y memorables personajes de toda su carrera, elaborada por las mangakas desde sus inicios hasta la actualidad. Otra definición podría ser la de un crossover musical de CLAMP que se encarga de repasar las múltiples historias de estas artistas japonesas. 

## CLAMP in Wonderland
Presenta los personajes creados entre 1989 y 1994.

### Temas musicales
Primer tema
- (あなただけのWONDERLAND Anata Dake no WONDERLAND?)
  - Autor: Nanase Ohkawa
  - Música de: Junko Hirotani

Tema de cierre
- (『あなた』が『幸せ』であるように Anata ga Shiawase de Aru You ni?)
  - Interpretado por: Nanase Ohkawa
  - Música de: Junko Hirotani

### Resumen
El video comienza en una calle de Japón con flores de cerezo desviadas por la brisa, mientras Kamui se encuentra caminando casualmente en ella hasta que se topa con el extraño pez globo de Clamp School Detectives el cual no tarda en llamar la atención de Kamui. Tanto que el chico se anima a atraparlo, pero al hacerlo un agujero interdimensional se abre debajo de él ocasionando que Kamui junto a la extraña criatura caigan en picada hasta una tierra desconocida.
En semejante lugar son vistos como habitantes de dicho mundo: Ashura de RG veda, Akira Ijyuin de The man of many faces, Subaru Sumegari de Tokyo Babylon, el trío benévolo y elegante de Clamp School Detectives, inexplicablemente una vez más Kamui de X, Chun-Hyang de The legend of Chun Hyang, Miyuki de Miyuki-chan in Wonderland y por último a las tres heroínas de Magic Knight Rayearth. 
En ese instante es visto Yasha junto a las valientes seis estrellas, quienes se dirigen a una habitación —probablemente— queriendo enfrentarse a Ten, pero en su lugar son encontrados otros personajes secundarios jugando una partida de mahjong. Por otra parte, bajo un árbol se encuentran reunidos Subaru y Seishiro, quienes al verse directamente a los ojos son interrumpidos por la extravagante hermana gemela de Subaru, Hokuto quien le proporciona una paliza a Seishiro. Mientras, en la Torre de Tokio, son vistos una vez más Kamui con Fuuma contemplando la vista y el cabello de ambos se mueve con la brisa. Están, además, junto a otros personajes secundarios de X.
Sin embargo, la Torre de Tokio comienza a desmoronarse con la aparición de: Hikaru, Umi y Fū junto a sus mashin, que intentan recorrer la ciudad de Tokio, pero en su camino se atraviesa Mokona, ocasionando que Hikaru accidentalmente derribe a sus otras camaradas, cayendo en los brazos de los jóvenes detectives escolares. 
Por otro lado, Akira es secuestrado por su alter ego de la serie El ladrón de 100 caras, por otra parte Kentarou y Takeshi se ponen sus armaduras mientras Nokoru es raptado por la neurótica Eri obligándolo a tomar su otra identidad como el jefe de la Pandilla Espacial Duklyon, mientras que detrás de ellos aparece Kotobuky.
Suoh (el único miembro que no es raptado) prefiere pasar el tiempo con Naguisa dejando a Las Guerreras Mágicas sin pareja. Mong Ryong y Chun-Hyang escapan en su leal tigre volador, a la vez que son perseguidos por Hiyoki, una bruja de la nieves. Miyuki huye de los habitantes del país de la maravillas. Por último, vemos a Jouta Kujo junto a Charmy Green en su forma chibi volar al cielo, volverse a su forma adulta y cerrar el video. Finalmente se descubre que en realidad era un video musical visto por los personajes del CLAMP, quienes por respeto se levantan y aplauden. 
Para la secuencia de cierre, es vista la princesa Mokona —personaje de un libro infantil de Clamp— quien recorre un camino acompañada de su paraguas que usa para protegerse de la lluvia, mientras por detrás aparecen los chibis de las integrantes de Clamp, hasta que la lluvia cesa.

## CLAMP in Wonderland 2
Presenta los personajes creados desde 1996 hasta el 2006

### Temas musicales
Primera canción
- action! por Maaya Sakamoto
  - Compositor: h-wonder
  - Letra de: Maaya Sakamoto

Última canción
- Oh YEAH yeah! por Round Table interpretado por. Nino

### Descripción
El video comienza en Japón con Yuko Ichihara, Maru, Moro, Shizuka Domeki y Kimihiro Watanuki despidiéndose de las Mokonas, que se preparan para iniciar un viaje a través de los mangas de CLAMP, gracias a la magia de Yuko. Así comienza todo.
Como primera parada las Mokonas recorren los cielos de la mágica tierra de Céfiro, viendo a Umi, Hikaru y Fū sobre la fusión de sus tres Mashin en 3D. Acto seguido, del cielo cae Kobato junto a su compañero Ioryogi. Debido a la violencia y enorme temperamento de este último, ambos reciben un ataque de Kero y Spinel-Sun los cuales logran derrotar a Ioryogi cuando Kobato le cierra el hocico. Ambos caen de las alturas, mientras las Mokonas suspendidas de globos recorren el resto de los cielos. A lo lejos se aprecia a Akira de The Man of Many Faces volando por medio de muchos globos, a su vez Chun Hyang y Mong Ryong montados en su tigre y detrás de ellos aparece la bruja de las nieves, Hiyoki. Las Mokonas continúan volando alegremente hasta que se interpone la verdadera Mokona de Céfiro.
Desde un punto de vista diferente las Mokonas son vistas con las orejas clásicas de los persocons, junto a Chii, Freya, Hideki y Kotoko siendo forzados a ejercitarse por la entusiasta e hiperactiva Sumomo.
Después salen los personajes de RG Veda, enseguida las Mokonas llegan a la tienda de Lawful Drug provocando desórdenes donde los protagonistas de la misma las persiguen. En primer plano se puede ver a Hinata Asahi, de Suki. Dakara Suki leyendo y llevando consigo un oso de peluche.
Más tarde, con Subaru y su hermana Hokuto (de Tokyo Babylon), salen corriendo al ver a Seishiro quien con sus instrumentos médicos los aterra. La Mokona Blanca termina peleando con Hikaru, la angel de Misaki, mientras que en el fondo, se muestran todos los Angelic Layer.
Luego, las dos Mokonas llegan al mundo de Clover donde al disparar con un arma abren un portal para llegar al mundo de X, lugar donde la Mokona Blanca se come la comida de Kamui y éste al pensar que fue Fuma se ponen a pelear y el restaurante donde se encuentran explota y todos vuelan por los aires.
Aparecen Sakura Kinomoto invocando una carta junto con Shaoran y Tomoyo como siempre grabando a Sakura, pero al final las Mokonas salen de la carta y la cazadora de cartas activa la Carta Vuelo para subirse en su báculo -que ahora tiene alas- junto con las Mokonas y Shaoran. En el cielo se encuentran con los personajes de TSUBASA RESERVoir CHRoNiCLES montados sobre dragones voladores. Allí se abre otro portal y llegan a un castillo en donde las Mokonas caen y llegan por medio de un manga (que es el de TRC) al almacén de Yuuko, viendo que enfrente de ellas tienen todos los mangas de las CLAMP.
El video del tema de cierre la compone una simple animación con Ioryogi de Kobato recorriendo Wonderland en su mini convertible, mientras es visto por los usagis de Wish y uno de ellos lo provoca, acto seguido este se enoja y maneja más rápido hasta que se cansa.
- Datos: Q2295407